# Olivier de Funès
Olivier de Funés (Párizs 9. kerülete, 1949. augusztus 11. –) francia színész, pilóta és filmszínész, Louis de Funès fia.

## Élete és pályafutása
Bár több filmben is szerepelt édesapjával, mint A nagy vakáció, A főnök inkognitóban, Heves jeges, Lányok pórázon – mégsem ezt a szakmát választotta, hanem az Air France légitársaság pilótája lett. Utolsó filmje az 1971-es Fennakadva a fán (Sur un arbre perché), ahol édesapja mellett Geraldine Chaplin volt a partnere.
2013-ban részt vett a Majmok a csúcson (Pourquoi j'ai pas mangé mon père) animációs film forgatókönyvének írásában. A filmet 2015-ben mutatták be.

## Filmjei
- Fantomas visszatér (Fantômas se déchaîne) (1965)
- A főnök inkognitóban (Le grand restaurant) (1966)
- A nagy vakáció (Les grandes vacances) (1967)
- Heves jeges (Hibernatus) (1969)
- Lányok pórázon (L'homme orchestre) (1970)
- Fennakadva a fán (Sur un arbre perché) (1971)

## Könyve
- Olivier de Funès et Patrick de Funès, Louis de Funès : ne parlez pas trop de moi, les enfants! (2005, Párizs)[3]